# Сікаріо 2
«Сікаріо 2» (англ. Sicario: Day of the Soldado) — американський кримінальний фільм 2018 року режисера Стефано Солліми. Стрічка є продовженням фільму «Сікаріо» (2015) і розповідає про боротьбу американських спецслужб з мексиканським наркокартелем. У головних ролях Бенісіо дель Торо, Джош Бролін, Джеффрі Донован. У США фільм вперше продемонстрували 29 червня 2018 року, в Україні — 28 червня 2018.

## У ролях
| Актор                 | Персонаж        | Роль                                 |
| --------------------- | --------------- | ------------------------------------ |
| Бенісіо дель Торо     | Алегандро Ґілік | найманий вбивця                      |
| Джош Бролін           | Метт Ґрейвер    | агент ЦРУ                            |
| Ізабела Монер         | Ісабела Реєс    | донька голови картеля                |
| Джеффрі Донован       | Стів Форсінг    | агент ЦРУ                            |
| Мануель Гарсіа-Рульфо | Галло           | торговець людьми                     |
| Кетрін Кінер          | Синтія Фордс    | голова ЦРУ                           |
| Меттью Модайн         | Джеймс Райлі    | міністр оборони США                  |
| Шей Віґем             | Енді Уелдон     | голова приватної військової компанії |
| Рауль Трухільо        | Рафаель         |                                      |

## Створення фільму

### Знімальна група
- Кінорежисер — Стефано Солліма
- Сценарист — Тейлор Шерідан
- Кінопродюсери — Безіл Іваник, Еріка Лі, Трент Лакінбілл і Едвард Макдоннел
- Виконавчий продюсер — Еллен Г. Шварц
- Композитор — Гільдур Ґуднадоттір
- Кінооператор — Даріуш Вольські
- Кіномонтаж — Меттью Ньюмен
- Підбір акторів — Марісоль Ронкалі, Мері Верньо
- Художник-постановник — Кевін Кавано
- Артдиректор — Маріса Франтц
- Художник по костюмах — Дебора Лінн Скотт[7].

### Виробництво
Зважаючи на касовий успіх, компанія «Lionsgate» вирішила зайнятися створенням продовженням фільму «Сікаріо», про що було повідомлено у вересні 2015 року, сама історія будуватиметься навколо персонажа Бенісіо дель Торо. Наприкінці березня 2016 року продюсери з компанії «Black Label Media» повідомили, що, окрім дель Торо, до фільму також будуть залучені Емілі Блант і Джош Бролін. На початку червня 2016 року оголосили, що компанії «Lionsgate» і «Black Label Media» будуть фінансувати проєкт, а режисером став італієць Стефан Солліма, сценаристом залишився Тейлор Шерідан. В середині червня 2016 року Солліма в інтерв'ю «The Independent» сказав, що «Солдадо» — це радше окремий фільм в одному всесвіті з «Сікаріо», аніж його продовження, також він повідомив, що Емілі Блант у фільмі не буде, і на його думку це пов'язано з тим, що самого початку її персонаж не планувався.
Знімання фільму розпочалося 7 листопада 2016 року і проходило у місцях штату Нью-Мексико: Альбукерке, Тохаджілі, Лагуні Пуебло, Берналілло та Альгодонесі і завершилось у січні 2017 року.

## Сприйняття

### Оцінки і критика
Від кінокритиків фільм отримав схвальні відгуки: Rotten Tomatoes дав оцінку 65 % на основі 83 відгуків від критиків (середня оцінка 6,4/10). Загалом на сайті фільм має схвальні оцінки, фільму зарахований «стиглий помідор» від фахівців, Metacritic — 61/100 на основі 50 відгуків критиків. Загалом на цьому ресурсі від фахівців фільм отримав схвальні відгуки.
Від пересічних глядачів фільм теж отримав схвальні оцінки: на Rotten Tomatoes 66 % зі середньою оцінкою 3,6/5 (2 376 голосів), фільму зарахований «попкорн», Metacritic — 6,9/10 (65 голосів), Internet Movie Database — 7,4/10 (12 454 голоси).

### Касові збори
Під час показу у США, що розпочався 29 червня 2018 року, протягом першого тижня фільм показали у 3 055 кінотеатрах і він зібрав 19 007 566 $, що на той час дозволило йому посісти 3 місце серед усіх прем'єр. Станом на 5 липня 2018 року показ фільму тривав 7 днів (1 тиждень), зібравши у прокаті в США 28 002 070 доларів США, а у решті світу 8 281 877 $ (за іншими даними 9 525 717 $), тобто загалом 36 283 947 $ (за іншими даними 37 527 787 $) при бюджеті 35 млн доларів США.

### Виноски
1. ↑  Сікаріо 2. Ukrainian Film Distribution. Процитовано 29 червня 2018.{{cite web}}:  Обслуговування CS1: Сторінки з параметром url-status, але без параметра archive-url (посилання)
2. ↑  Benicio Del Toro talks about his fascinating character in 'Sicario: Day of the Soldado' // NBC News, 29/06/2018 (англ.)
3. 1 2  Soldado: Release Info (англ.). Internet Movie Database. Процитовано 24 грудня 2016.
4. 1 2  Scott Mendelson (4 липня 2018). Box Office: Why The Success Of 'Sicario 2' Is A Huge Win For Sony (англ.). Forbes. Процитовано 7 липня 2018.
5. 1 2 3 4  Sicario: Day of the Soldado (англ.). Box Office Mojo. Процитовано 7 липня 2018.
6. ↑  Список фільмів, на які видано державні посвідчення на право розповсюдження та демонстрування фільмів у 2018 році станом на 25.06.2018 (webcache). Державне агентство України з питань кіно. Процитовано 29 червня 2018.{{cite web}}:  Обслуговування CS1: Сторінки з параметром url-status, але без параметра archive-url (посилання)[недоступне посилання з вересня 2019]
7. ↑  Soldado: Full Cast & Crew (англ.). Internet Movie Database. Процитовано 24 грудня 2016.
8. ↑  Brent Lang (21 вересня 2015). ‘Sicario’ Sequel in the Works at Lionsgate (Exclusive) (англ.). Variety. Процитовано 24 грудня 2016.
9. ↑  Tatiana Siegel (31 березня 2016). 'Demolition' Producers Talk Indie Film Strategy, 'Sicario 2' Plans and Move to TV (англ.). The Hollywood Reporter. Процитовано 24 грудня 2016.
10. ↑  Mike Fleming Jr (1 червня 2016). ‘Gomorra’s Stefano Sollima To Helm Benicio Del Toro & Josh Brolin In ‘Sicario’ Sequel ‘Soldado’ (англ.). Deadline.com. Процитовано 24 грудня 2016.
11. ↑  Jacob Stolworthy (14 червня 2016). Sicario 3 will follow Soldado to complete an 'anthology' trilogy of standalone films (англ.). The Independent. Процитовано 24 грудня 2016.
12. ↑  In Production & Wrapped. Soldado (англ.). New Mexico Film Office. Архів оригіналу за 24 грудня 2016. Процитовано 24 грудня 2016. [Архівовано 2016-12-24 у Wayback Machine.]
13. 1 2  New Mexico Film Office Announces Lionsgate’s “Soldado” to Start Production in New Mexico (PDF) (англ.). New Mexico Film Office. 4 листопада 2016. Архів оригіналу (PDF) за 24 грудня 2016. Процитовано 24 грудня 2016. {{cite web}}: Вказано більш, ніж один |мова= та |language= (довідка)
14. 1 2  Sicario: Day of the Soldado (англ.). Rotten Tomatoes. Процитовано 7 липня 2018.
15. 1 2  Sicario: Day of the Soldado (англ.). Metacritic. Процитовано 7 липня 2018.
16. ↑  Sicario: Day of the Soldado (англ.). Internet Movie Database. Процитовано 7 липня 2018.
17. 1 2 3  Sicario: Day of the Soldado (2018) (англ.). The Numbers. Процитовано 7 липня 2018.